# La Niña
|  | For skibet af af samme navn, se La Niña (skib) |
La Niña alternativt El viejo og Anti-El Niño er El Niños modstykke og betyder på spansk pigen. Fænomenet efterfølger sædvanligvis El Niño og er en forstærkning af normalforholdene.
Fænomenet opstår, når vindene fra Stillehavet mod Australien blæser stærkere og mere påholdende end normalt. Mere vand føres mod Australiens kyst, hvorefter en kraftig skydannelse opstår. Konsekvensen bliver, at det australske kontinent samt Sydøstasien og Oceanien får betydeligt mere nedbør end normalt, mens dele af Sydamerika får tørke. Temperaturen på visse steder ændres med omkring en halv grad i middeltemperatur.
Fænomenet varer oftest omkring et halvt år, men perioder op mod to år har forekommet.